# Кісеу
Кісеу (рум. Chisău) — село у повіті Сату-Маре в Румунії. Входить до складу комуни Сеука.
Село розташоване на відстані 438 км на північний захід від Бухареста, 49 км на південний захід від Сату-Маре, 115 км на північний захід від Клуж-Напоки.

## Населення
За даними перепису населення 2002 року у селі проживали 94 особи.
Національний склад населення села:
| Національність | Кількість осіб | Відсоток |
| -------------- | -------------- | -------- |
| угорці         | 77             | 81,9%    |
| румуни         | 17             | 18,1%    |

Рідною мовою назвали:
| Мова      | Кількість осіб | Відсоток |
| --------- | -------------- | -------- |
| угорська  | 76             | 80,9%    |
| румунська | 17             | 18,1%    |